# Jailbait
Jailbait ou jail bait (literalmente, isca de cadeia) é uma gíria em inglês, com uso similar a "chave de cadeia" no Brasil, para designar a pessoa abaixo da idade de consentimento para atividades sexuais, com a implicação de que uma pessoa acima da idade de consentimento poderá achar alguém assim sexualmente atraente. O termo jailbait é derivado do fato de que se envolver em atividade sexual com alguém que está abaixo da idade de consentimento é classificado como estupro de vulnerável ou termo equivalente. O menor de idade considerado sexualmente atraente é, portanto, uma tentação para uma pessoa mais velha e buscar um menor para ter relações sexuais é um risco pela possibilidade de mandar a pessoa maior de idade à cadeia se for pega.

## Critérios
Como a idade legal de consentimento varia por país e jurisdição, a idade em que uma pessoa pode ser considerada "jailbait" varia. Por exemplo, no Reino Unido, onde a idade de consentimento é de 16 anos, o termo é usado para se referir às pessoas mais jovens, de 16 anos, enquanto que em algumas partes dos Estados Unidos, onde a idade de consentimento é de 18 anos, o termo refere-se para aos menores de 18 anos. O uso frequente do termo de jailbait na cultura popular tem sido associada a uma maior compreensão das leis de idade de consentimento entre os adolescentes.